# بيل بوتس
بيل بوتس (بالإنجليزية: Bill Potts)‏ هو عازف جاز وعازف بيانو أمريكي، ولد في 3 أبريل 1928 في مقاطعة أرلنغتون في الولايات المتحدة، وتوفي في 15 أبريل 2005 في فورت لودرديل في الولايات المتحدة.

## وصلات خارجية
- بيل بوتس على موقع ميوزك برينز (الإنجليزية)
- بيل بوتس على موقع أول ميوزيك (الإنجليزية)
- بيل بوتس على موقع ديسكوغز (الإنجليزية)